# Meilleurs handballeurs de l'année en Suède
Les meilleurs handballeurs de l'année en Suède sont désignés chaque saison au cours d'une cérémonie annuelle de remise de récompenses à destination des acteurs du handball professionnel suédois. Sont ainsi distingués chaque année le meilleur joueur suédois et la meilleure joueuse suédoise, qu'ils évoluent en Suède ou à l'étranger.
Chez les hommes, Magnus Andersson a été le plus récompensé avec 4 distinctions devant Stefan Lövgren et Kim Andersson avec 3 titres chacun. 
Chez les femmes, Isabelle Gulldén a été le plus récompensée avec 4 distinctions devant Mia Hermansson-Högdahl et ses 3 titres.

## Meilleurs joueurs par saison
Les meilleurs joueurs par saison sont :
| Saison    | Joueur               | Club                    |
| --------- | -------------------- | ----------------------- |
| 2023-2024 | Felix Claar (en)     | SC Magdebourg,          |
| 2022-2023 | Jonathan Carlsbogård | FC Barcelone,           |
| 2021-2022 | Jim Gottfridsson (2) | SG Flensburg-Handewitt, |
| 2020-2021 | Hampus Wanne         | SG Flensburg-Handewitt, |
| 2019-2020 | Andreas Palicka      | Rhein-Neckar Löwen,     |
| 2018-2019 | Max Darj             | Bergischer HC,          |
| 2017-2018 | Jim Gottfridsson     | SG Flensburg-Handewitt, |
| 2016-2017 | Mikael Appelgren     | Rhein-Neckar Löwen,     |
| 2015-2016 | Andreas Nilsson      | Veszprém KSE,           |
| 2014-2015 | Niclas Ekberg        | THW Kiel,               |
| 2013-2014 | Mattias Andersson    | SG Flensburg-Handewitt, |
| 2012-2013 | Tobias Karlsson      | SG Flensburg-Handewitt, |
| 2011-2012 | Kim Andersson (3)    | THW Kiel,               |
| 2010-2011 | Johan Sjöstrand      | FC Barcelone,           |
| 2009-2010 | Mattias Gustafsson   | AaB Håndbold,           |
| 2008-2009 | Jonas Källman        | BM Ciudad Real,         |
| 2007-2008 | Kim Andersson (2)    | THW Kiel,               |
| 2006-2007 | Kim Andersson        | THW Kiel,               |
| 2005-2006 | Tomas Svensson       | Portland San Antonio,   |
| 2004-2005 | Marcus Ahlm          | THW Kiel,               |
| 2003-2004 | Stefan Lövgren (3)   | THW Kiel,               |
| 2002-2003 | Martin Boquist (2)   | Redbergslids IK         |
| 2001-2002 | Martin Boquist       | Redbergslids IK         |
| 2000-2001 | Stefan Lövgren (2)   | THW Kiel,               |
| 1999-2000 | Magnus Andersson (4) | HK Drott Halmstad       |
| 1998-1999 | Ljubomir Vranjes     | Redbergslids IK         |
| 1997-1998 | Peter Gentzel        | Redbergslids IK         |
| 1996-1997 | Thomas Sivertsson    | HK Drott Halmstad       |
| 1995-1996 | Stefan Lövgren       | Redbergslids IK         |

| Saison    | Joueur               | Club              |
| --------- | -------------------- | ----------------- |
| 1994-1995 | Erik Hajas           | IF Guif           |
| 1993-1994 | Magnus Andersson (3) | HK Drott Halmstad |
| 1992-1993 | Magnus Andersson (2) | TuS Schutterwald, |
| 1991-1992 | Per Carlén           | Ystads IF         |
| 1990-1991 | Magnus Andersson     | HK Drott Halmstad |
| 1989-1990 | Ola Lindgren (2)     | HK Drott Halmstad |
| 1989-1990 | Magnus Wislander (2) | Redbergslids IK   |
| 1988-1989 | Ola Lindgren         | HK Drott Halmstad |
| 1987-1988 | Pär Jilsén           | Redbergslids IK   |
| 1986-1987 | Mats Olsson          | Lugi HF           |
| 1985-1986 | Magnus Wislander     | Redbergslids IK   |
| 1984-1985 | Björn Jilsén         | Redbergslids IK   |
| 1983-1984 | Peter Olofsson       | GF Kroppskultur   |
| 1982-1983 | Sten Sjögren         | Lugi HF           |
| 1981-1982 | Jörgen Abrahamsson   | HK Drott Halmstad |
| 1980-1981 | Göran Bengtsson      | HK Drott Halmstad |
| 1979-1980 | Claes Ribendahl      | Lugi HF           |
| 1978-1979 | Claes Hellgren       | IK Heim           |
| 1977-1978 | Basti Rasmussen      | Ystads IF         |
| 1976-1977 | Bo Andersson (2)     | IF Guif           |
| 1975-1976 | Björn Andersson      | SAAB Linköping    |
| 1974-1975 | Sven-Åke Frick       | Ystads IF         |
| 1973-1974 | Johan Fischerström   | SoIK Hellas       |
| 1972-1973 | Bo Andersson         | IFK Malmö         |
| 1971-1972 | Thomas Persson       | IFK Kristianstad  |
| 1970-1971 | Dan Eriksson         | SoIK Hellas       |
| 1969-1970 | Mats Thomasson       | HK Drott Halmstad |
| 1968-1969 | Lennart Eriksson (2) | SoIK Hellas       |
| 1967-1968 | Lennart Eriksson     | SoIK Hellas       |

## Meilleures joueuses par saison
Les meilleures joueuses par saison sont :
| Saison    | Joueuse                      | Club                 |
| --------- | ---------------------------- | -------------------- |
| 2023-2024 | Linn Blohm (2)               | Győri ETO KC,        |
| 2022-2023 | Jamina Roberts (2)           | Vipers Kristiansand, |
| 2021-2022 | Jamina Roberts               | IK Sävehof           |
| 2020-2021 | Anna Lagerquist (2)          | Rostov-Don,          |
| 2019-2020 | Linn Blohm                   | Copenhague Handball, |
| 2018-2019 | Anna Lagerquist              | Nykøbing Falster HK, |
| 2017-2018 | Isabelle Gulldén (4)         | CSM Bucarest,        |
| 2016-2017 | Isabelle Gulldén (3)         | CSM Bucarest,        |
| 2015-2016 | Nathalie Hagman              | Team Tvis Holstebro, |
| 2014-2015 | Ida Odén                     | IK Sävehof           |
| 2013-2014 | Isabelle Gulldén (2)         | Viborg HK,           |
| 2012-2013 | Sabina Jacobsen              | Randers HK,          |
| 2011-2012 | Isabelle Gulldén             | Viborg HK,           |
| 2010-2011 | Linnea Torstenson (2)        | FC Midtjylland,      |
| 2009-2010 | Linnea Torstenson            | Aalborg DH,          |
| 2008-2009 | Johanna Wiberg               | FC Copenhague,       |
| 2007-2008 | Johanna Ahlm                 | IK Sävehof           |
| 2006-2007 | Matilda Boson                | Aalborg DH,          |
| 2005-2006 | Annika Fredén                | Horsens HK,          |
| 2004-2005 | Madeleine Grundström         | Skövde HF            |
| 2003-2004 | Katarina Arfwidsson (sv) (2) | Skuru IK             |
| 2002-2003 | Veronica Isaksson            | Skuru IK             |

| Saison    | Joueuse                     | Club                   |
| --------- | --------------------------- | ---------------------- |
| 2001-2002 | Jenny Lindblom              | IK Sävehof             |
| 2000-2001 | Katarina Arfwidsson (sv)    | Skuru IK               |
| 1999-2000 | Theresa Claesson            | IK Sävehof             |
| 1998-1999 | Anna Ljungdahl              | Skuru IK               |
| 1997-1998 | Åsa Eriksson (Mogensen) (2) | Ikast-Bording EH,      |
| 1996-1997 | Lina Olsson Rosenberg       | Larvik HK,             |
| 1995-1996 | Kristina Jönsson            | Sävsjö HK              |
| 1994-1995 | Åsa Eriksson (Mogensen)     | Sävsjö HK              |
| 1993-1994 | Mia Hermansson-Högdahl (3)  | Hypo Niederösterreich, |
| 1992-1993 | Ulrika Olsson               | Irsta HF               |
| 1991-1992 | Kristina Jönsson            | Sävsjö HK              |
| 1990-1991 | Helena Johansson            | Irsta HF               |
| 1989-1990 | Britt Forsell               | Sävsjö HK              |
| 1988-1989 | Anna-Lena Phil              | Stockholmspolisens IF  |
| 1987-1988 | Christina Pettersson        | Tyresö HF              |
| 1986-1987 | Mia Hermansson-Högdahl (2)  | Tyresö HF              |
| 1985-1986 | Ingrid Pinét                | Tyresö HF              |
| 1984-1985 | Mia Hermansson-Högdahl      | HP Warta               |
| 1983-1984 | Lena Högdahl                | Stockholmspolisens IF  |
| 1982-1983 | Lollo Andreini              | Irsta HF               |
| 1981-1982 | Gunilla Eriksson            | Stockholmspolisens IF  |
| 1980-1981 | Ann-Britt Carlsson          | Stockholmspolisens IF  |

## Meilleur espoir
| - 2001 – Jenny Lindblom, IK Sävehof - 2002 – Madeleine Grundström, Skövde HF - 2003 – Fanny Lagerström, Team Skåne EIK - 2004 – Johanna Aronsson, Önnereds HK - 2005 – Linnea Torstenson, Skövde HF - 2006 – Johanna Ahlm, IK Sävehof - 2007 – Lisa Wirén, Skövde HF - 2008 – Isabelle Gulldén, IK Sävehof - 2009 – Nathalie Hagman, Skuru IK - 2010 – Jenny Alm, HF Kroppskultur - 2011 – Maria Adler, Lugi HF - 2012 – Vanessa Tellenmark, H43 Lund - 2013 – Louise Sand, IK Sävehof - 2014 – Edijana Dafe, IK Sävehof - 2015 – Jessica Ryde, H 65 Höör - 2016 – Julia Eriksson, IK Sävehof - 2017 – Melissa Petrén, Lugi HF - 2018 – Sofia Hvenfelt, H 65 Höör - 2019 – Mikaela Mässing, H 65 Höör - 2020 – Emma Lindqvist, H 65 Höör - 2021 – Isabelle Andersson, H 65 Höör | - 1990 – Magnus Weberg, HK Drott Halmstad - 1991 – Tommy Suoraniemi, HK Drott Halmstad - 1992 – Anders Bäckegren, Redbergslids IK - 1993 – Jerry Hallbäck, Redbergslids IK - 1994 – Stefan Lövgren, Redbergslids IK - 1995 – Andreas Larsson, IFK Skövde HK - 1996 – Johan Petersson, IK Sävehof - 1997 – Ljubomir Vranjes, Redbergslids IK - 1998 et 1999 – non décerné - 2000 – Hans Karlsson, HK Drott Halmstad - 2001 – Niklas Johansson, IF Guif - 2002 – Marcus Ahlm, IFK Ystad - 2003 – Kim Andersson, IK Sävehof - 2004 – Joacim Ernstsson, Redbergslids IK - 2005 – Fredrik Lindahl, Redbergslids IK - 2006 – Tobias Warvne, LIF Lindesberg - 2007 – Oscar Carlén, Ystads IF - 2008 – Johan Jakobsson, IK Sävehof - 2009 – Niclas Ekberg, IFK Ystad - 2010 – Marcus Enström, Alingsås HK - 2011 – Kim Ekdahl du Rietz, Lugi HF - 2012 – Andreas Nilsson, IFK Skövde HK - 2013 – Jim Gottfridsson, Ystads IF - 2014 – Helge Freiman, Eskilstuna Guif - 2015 – Lukas Nilsson, Ystads IF - 2016 – Felix Claar, Alingsås HK - 2017 – Tobias Thulin, Redbergslids IK - 2018 – Alfred Jönsson, Lugi HF - 2019 – Oskar Sunnefeldt, IK Sävehof - 2020 – Lucas Pellas, Lugi HF - 2021 – Jonathan Edvardsson, IK Sävehof |

## Meilleur mondial handballeur de l'année
Deux Suédois ont été distingués :
- Magnus Wislander en 1990
- Mia Hermansson-Högdahl en 1994